# Voivres-lès-le-Mans
Voivres-lès-le-Mans és un municipi francès situat al departament del Sarthe i a la regió de País del Loira. L'any 2007 tenia 1.134 habitants.

## Demografia

### Població
El 2007 la població de fet de Voivres-lès-le-Mans era de 1.134 persones. Hi havia 391 famílies de les quals 58 eren unipersonals (31 homes vivint sols i 27 dones vivint soles), 112 parelles sense fills, 194 parelles amb fills i 27 famílies monoparentals amb fills.
La població ha evolucionat segons el següent gràfic:
Habitants censats

### Habitatges
El 2007 hi havia 428 habitatges, 401 eren l'habitatge principal de la família, 9 eren segones residències i 18 estaven desocupats. 415 eren cases i 11 eren apartaments. Dels 401 habitatges principals, 319 estaven ocupats pels seus propietaris, 80 estaven llogats i ocupats pels llogaters i 3 estaven cedits a títol gratuït; 4 tenien una cambra, 19 en tenien dues, 47 en tenien tres, 103 en tenien quatre i 229 en tenien cinc o més. 345 habitatges disposaven pel capbaix d'una plaça de pàrquing. A 124 habitatges hi havia un automòbil i a 260 n'hi havia dos o més.

### Piràmide de població
La piràmide de població per edats i sexe el 2009 era:
| Homes | Edats   | Dones |
| ----- | ------- | ----- |
| 0     | 95 o +  | 0     |
| 0     | 90 a 94 | 0     |
| 4     | 85 a 89 | 4     |
| 0     | 80 a 84 | 4     |
| 20    | 75 a 79 | 12    |
| 16    | 70 a 74 | 16    |
| 12    | 65 a 69 | 12    |
| 12    | 60 a 64 | 16    |
| 28    | 55 a 59 | 20    |
| 32    | 50 a 54 | 32    |
| 48    | 45 a 49 | 44    |
| 32    | 40 a 44 | 32    |
| 36    | 35 a 39 | 28    |
| 36    | 30 a 34 | 36    |
| 52    | 25 a 29 | 32    |
| 8     | 20 a 24 | 12    |
| 32    | 15 a 19 | 28    |
| 24    | 10 a 14 | 20    |
| 20    | 5 a 9   | 36    |
| 24    | 0 a 4   | 32    |

## Economia
El 2007 la població en edat de treballar era de 754 persones, 575 eren actives i 179 eren inactives. De les 575 persones actives 539 estaven ocupades (292 homes i 247 dones) i 36 estaven aturades (15 homes i 21 dones). De les 179 persones inactives 85 estaven jubilades, 54 estaven estudiant i 40 estaven classificades com a «altres inactius».

### Ingressos
El 2009 a Voivres-lès-le-Mans hi havia 438 unitats fiscals que integraven 1.258,5 persones, la mediana anual d'ingressos fiscals per persona era de 18.376 €.

### Activitats econòmiques
Dels 37 establiments que hi havia el 2007, 2 eren d'empreses extractives, 1 d'una empresa alimentària, 2 d'empreses de fabricació de material elèctric, 5 d'empreses de fabricació d'altres productes industrials, 6 d'empreses de construcció, 6 d'empreses de comerç i reparació d'automòbils, 2 d'empreses d'hostatgeria i restauració, 1 d'una empresa financera, 3 d'empreses immobiliàries, 6 d'empreses de serveis, 1 d'una entitat de l'administració pública i 2 d'empreses classificades com a «altres activitats de serveis».
Dels 7 establiments de servei als particulars que hi havia el 2009, 1 era un paleta, 1 guixaire pintor, 1 fusteria, 1 lampisteria, 1 perruqueria, 1 restaurant i 1 agència immobiliària.
Dels 2 establiments comercials que hi havia el 2009, 1 era una botiga de menys de 120 m² i 1 una fleca.
L'any 2000 a Voivres-lès-le-Mans hi havia 16 explotacions agrícoles que ocupaven un total de 500 hectàrees.

## Equipaments sanitaris i escolars
El 2009 hi havia una escola elemental.

## Poblacions més properes
El següent diagrama mostra les poblacions més properes.